# Sara Kjellin
Sara Kjellin (ur. 16 grudnia 1977 w Undersåker) – szwedzka narciarka dowolna. Najlepszy wynik na mistrzostwach świata osiągnęła podczas mistrzostw w Meiringen, gdzie zajęła 8. miejsce w jeździe po muldach. Jej najlepszym wynikiem olimpijskim jest 4. miejsce w tej samej konkurencji na igrzyskach olimpijskich w Turynie. Najlepsze wyniki w Pucharze Świata osiągnęła w sezonie 2005/2006, kiedy to zajęła 16. miejsce w klasyfikacji generalnej, a w klasyfikacjach jazdy po muldach była siódma. W sezonie 2006/2007 była trzecia w klasyfikacji jazdy po muldach podwójnych.

## Osiągnięcia

### Igrzyska olimpijskie
| Miejsce | Dzień     | Rok  | Miejscowość    | Konkurencja      | Zwycięzca     |
| ------- | --------- | ---- | -------------- | ---------------- | ------------- |
| 14.     | 11 lutego | 1998 | Nagano         | Jazda po muldach | Tae Satoya    |
| 15.     | 9 lutego  | 2002 | Salt Lake City | Jazda po muldach | Kari Traa     |
| 4.      | 11 lutego | 2006 | Turyn          | Jazda po muldach | Jennifer Heil |

### Mistrzostwa świata
| Miejsce | Dzień       | Rok  | Miejscowość | Konkurencja      | Zwycięzca      |
| ------- | ----------- | ---- | ----------- | ---------------- | -------------- |
| 8.      | 10 marca    | 1999 | Meiringen   | Jazda po muldach | Ann Battelle   |
| 9.      | 14 marca    | 1999 | Meiringen   | Muldy podwójne   | Sandra Schmitt |
| 15.     | 19 stycznia | 2001 | Whistler    | Jazda po muldach | Kari Traa      |
| 9.      | 21 stycznia | 2001 | Whistler    | Muldy podwójne   | Kari Traa      |
| 24.     | 31 stycznia | 2003 | Deer Valley | Jazda po muldach | Kari Traa      |
| 17.     | 1 lutego    | 2003 | Deer Valley | Muldy podwójne   | Kari Traa      |
| 11.     | 19 marca    | 2005 | Ruka        | Jazda po muldach | Hannah Kearney |
| 9.      | 20 marca    | 2005 | Ruka        | Muldy podwójne   | Jennifer Heil  |

### Puchar Świata

#### Miejsca w klasyfikacji generalnej
- sezon 1995/1996: 99.
- sezon 1996/1997: 91.
- sezon 1997/1998: 29.
- sezon 1998/1999: 27.
- sezon 1999/2000: 24.
- sezon 2000/2001: 40.
- sezon 2001/2002: 28.
- sezon 2002/2003: 55.
- sezon 2003/2004: 42.
- sezon 2004/2005: 40.
- sezon 2005/2006: 16.
- sezon 2006/2007: 20.

#### Miejsca na podium
1. Breckenridge – 30 stycznia 1998 (Jazda po muldach) – 2. miejsce
2. Deer Valley – 31 stycznia 2004 (Muldy podwójne) – 2. miejsce
3. Tignes – 16 grudnia 2004 (Jazda po muldach) – 3. miejsce
4. Tignes – 14 grudnia 2005 (Jazda po muldach) – 3. miejsce
5. Deer Valley – 13 stycznia 2006 (Jazda po muldach) – 3. miejsce
6. Mont Gabriel – 6 stycznia 2007 (Jazda po muldach) – 2. miejsce
7. La Plagne – 6 lutego 2007 (Muldy podwójne) – 3. miejsce

- W sumie 3 drugie i 4 trzecie miejsca.